# Bougainville (prowincja)

Podział administracyjny prowincji autonomicznej Bougainville

Bougainville (ang. Autonomous Region of Bougainville) – autonomiczna prowincja Papui-Nowej Gwinei. Obejmuje wyspy Bougainville, Buka oraz wiele mniejszych wysepek. Stolicą jest Buka, planowane jest jednak przeniesienie jej do Arawy.

## Historia
Wyspa została nazwana na cześć francuskiego żeglarza Louisa Antoine’a de Bougainville’a. W okresie kolonialnym wyspa znajdowała się pod administracją niemiecką jako część Nowej Gwinei Niemieckiej. W latach 1918–1975 administrację z ramienia Ligi Narodów sprawowała Australia.
W 1975 bezskutecznie próbowano proklamować niepodległość pod nazwą Północne Wyspy Salomona. W 1976 wyspa weszła w skład Papui-Nowej Gwinei.
Na wyspie znajdują się bogate złoża miedzi i złota. Podział zysków z ich eksploatacji doprowadził do konfliktu między rządem w Port Moresby a mieszkańcami wyspy. Pod koniec lat 80. XX w. powstała Rewolucyjna Armia Bougainville (ang. Bougainville Revolutionary Army, w skrócie BRA), która w 1989 zażądała niepodległości wyspy. Walki między separatystami a wojskami rządowymi trwały do 1997 i kosztowały życie ok. 20 tys. osób. Oficjalny rozejm podpisano dopiero w 2001 po interwencji rządu Australii. Na podstawie zawartego wówczas porozumienia Bougainville zyskało status autonomicznej prowincji Papui-Nowej Gwinei i prawo do własnych rządów w sprawach wewnętrznych. Jedno z uzgodnień porozumienia przewiduje przeprowadzenie referendum dotyczącego przyszłego statusu prowincji (w tym niepodległości). Referendum powinno odbyć się nie wcześniej niż 10 lat i nie później niż 15 lat po utworzeniu rządu autonomicznego.
Na przełomie maja i czerwca 2005 na wyspie odbyły się pierwsze wybory do autonomicznego parlamentu Bougainville, które wygrał proniepodległościowy Ludowy Kongres Bougainville. Pierwszym szefem autonomicznego rządu został przywódca Kongresu Joseph Kabui.
17 października 2019 roku odbyło się referendum, w którym 97,7% głosujących opowiedziało się za niepodległością Wyspy Bougainville. W efekcie do 2023 władze Bougainville przejmą większość kompetencji od rządu Papui-Nowej Gwinei i przygotują projekt ustawy zasadniczej nowego państwa, które ma zostać proklamowane w 2027. Wymaga to jednak akceptacji parlamentu Papui-Nowej Gwinei.